# Maurice Edu
Maurice Edu (Fontana, 1986. április 18. –) amerikai válogatott labdarúgó.

## Pályafutása

### Klubcsapatban
2007–08-ban a kanadai Toronto FC, 2008–2012 között a skót Rangers, 2012–2015 között az angol Stoke City, 2013-ban a török Bursaspor labdarúgója volt. 2014-ben a Philadelphia Union-ban kölcsönben szerepelt, majd 2015–2017 között szerződtetett játékos volt. 2016–17-ben az Union második csapatában a Bethlehem Steelben fejezte be az aktív játékot.

### Az amerikai válogatottban
2007–2014 között 46 alkalommal szerepelt az amerikai válogatottban és egy gólt szerzett.

## Sikerei, díjai
Rangers
- Skót bajnokság (Scottish Premier League)
  - bajnok (3): 2008–09, 2009–10, 2010–11
- Skót kupa (Scottish Cup)
  - győztes: 2009
- Skót kupa (Scottish League Cup)
  - győztes (2): 2009–10, 2010–11